# Jørgen Torben Jørgensen
Jørgen Torben Jørgensen (født 4. marts 1948 i København) er tidl. journalist ved DR.
Gift med skuespiller og kulturmedarbejder Vivi Karen Sara Nielsen, med hvem han har børnene Mikkel og Minik. Søn af Willy og Anna-Lise Jørgensen.
Var i en årrække journalist for Avisen Notat med speciale i EU (daværende EF), efterfølgende fulgte en længere årrække med freelancearbejde og sidenhen knap 15 år i DR som nyhedsoplæser og redaktionssekretær.